# Uti possidetis

Uti possidetis (din latină cu sensul „că posezi”) este un principiu în dreptul internațional conform căruia teritoriile și alte bunuri rămân posesorului său la sfârșitul unui conflict, cu excepția cazului în care se prevede altfel printr-un tratat. Originară din dreptul roman, fraza a derivat din expresia latină „uti possidetis, ita possideatis”, care înseamnă „așa cum ați posedat, așa trebuie să rămână în continuare”. Acest principiu permite unei părți beligerante să aibă pretenții asupra unui teritoriu pe care l-a ocupat într-un război.  

## Exemplu
În urma conflictului ruso-turc, Basarabia a fost anexată de Rusia țaristă în 1812 prin aplicarea principiului Uti possidetis.